# Manuel Velasco y Martínez
Manuel Velasco y Martínez (Madrid, 1835-Madrid, 1871) fue un músico español.

## Biografía
Nacido en Madrid el 18 de diciembre de 1835, fue bautizado en la parroquia de San José. Estudió el clarinete con Antonio Romero y Andía y en uno de los concursos de dicho instrumento efectuados en el Conservatorio obtuvo un segundo premio. Hizo oposición a una plaza de oboe y estuvo de músico mayor en el regimiento de Baza, número 12 de cazadores. Velasco y Martínez, que era hermano de la cantante Arsenia, falleció en Madrid el 20 de febrero de 1871.